# Abadia de Sant Sixt
L'abadia de Sant Sixt (neerlandès: Sint-Sixtusabdij; francès: Abbaye de Saint-Sixte) és un monestir de monjos de l'ordre del cister o trapencs, fundada l'any 1831 a Westvleteren, Flandes Occidental (Bèlgica). És el primer monestir de la tradició cistercenca que obre les portes en una Bèlgica recentment independitzada. El priorat de 1831 es va transformar en abadia l'any 1871. El monestir és una abadia formada per trenta monjos aproximadament.

## Història
L'any 1814, el comerciant de llúpol Jan-Baptist Victoor es va assentar com un ermità en el bosc de Sant Sixt, d'on pren el seu origen d'un petit rierol, el Vleterbeek, que rega Westvleteren. Un devot laic, va viure els últims anys de la seva vida en aquesta solitud voluntària, després d'haver deixat la seva casa i les seves terres als trapencs. L'any 1831, va donar la benvinguda al prior i alguns monjos cistercencs-trapencs del monestir recentment fundat (1826) anomenat Mont des Cats. Així va néixer la idea d'un nou monestir trapenc: el priorat dels trapencs de Sant Sixt, la construcció del qual es va iniciar immediatament, i que es va erigir com una abadia l'any 1871.
En dues ocasions, la comunitat va enviar «els seus fills a l'exterior» : el 1850, 16 monjos de Sant Sixt van fundar l'abadia de Notre-Dame de Scourmont, prop de Chimay (Bèlgica), i, en 1858-1860, 20 monjos van ser enviats al Canadà per donar nova vida a la comunitat de Tracadie (ara Spencer).
Altres esdeveniments importants durant aquest primer període són la construcció de l'església de l'abadia l'any 1840, la creació de l'escola primària en la dècada de 1840, l'engegada de la primera fàbrica de cervesa l'any 1839, l'adhesió del priorat a la categoria d'abadia, l'any 1871, i el desenvolupament de la granja modèlica per a la regió en els anys 1875-1878.
Durant la Primera Guerra Mundial, 400.000 aliats es van allotjar en l'abadia de Sant Sixt i els seus voltants. Al començament de la Segona Guerra Mundial, el general Bernard Montgomery i el seu personal van instal·lar temporalment la seva seu en l'abadia.
Després de la Segona Guerra mundial, es van adoptar algunes decisions importants, que van esdevenir decisives fins al dia d'avui. L'any 1945, l'abat va decidir restringir les activitats de la fàbrica de cervesa per convertir-la en un negoci de petita dimensió. En 1964, un nou hotel de 40 habitacions) va ser construït, amb la finalitat de donar una major hospitalitat, i com un signe d'obertura cap a l'exterior. El moviment cap a l'interior es cristal·litza en la construcció de la nova església de l'abadia l'any 1968, només accessible a través de l'hotel.
Al 2008 la comunitat constava de 26 germans, la mitjana dels quals d'edat és de 54 anys.

## La cervesa de Sant Sixt
La cervesa trapenca Westvleteren ha estat classificada com la millor cervesa del món en 2005. Es ven exclusivament en la tenda de l'abadia de Sant Sixt i només poden ser adquirida prèvia reserva. La denominació cervesa trapenca està reservat per a la cervesa elaborada pels monjos trapencs en la seva abadia.